# Marina Salamon

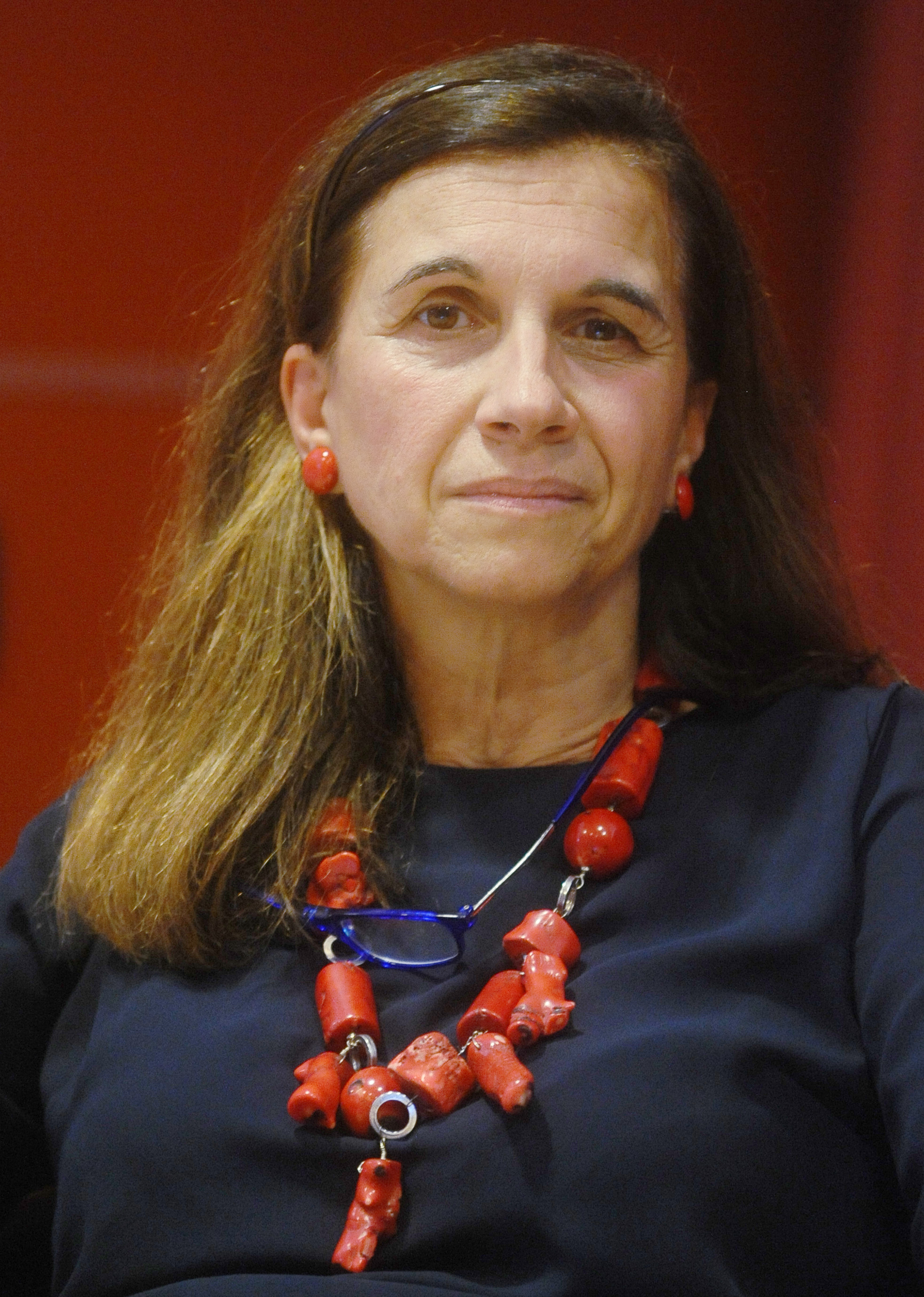
Marina Salamon al Festival dell'Economia di Trento

Marina Salamon (Tradate, 3 settembre 1958) è un'imprenditrice, dirigente d'azienda e scrittrice italiana.

## Biografia
A soli diciassette anni, Salamon diviene la compagna dell'imprenditore Luciano Benetton e i due restano insieme fino al 1993. Verso la fine della loro relazione nasce il figlio Brando, che viene riconosciuto ufficialmente dal padre, ma che cresce con la madre e con il suo nuovo compagno Marco Benatti, un manager pubblicitario che Salamon sposa nel 1998 e con cui ha altri tre figli; per qualche anno ha anche in affido temporaneo due ragazze adolescenti, che verranno ufficialmente riconosciute.
È laureata in Storia all'Università Ca' Foscari di Venezia.
A ventitré anni, anche grazie al sostegno economico del compagno Luciano Benetton, Marina Salamon fonda la società Altana, specializzata nella produzione di capi d'abbigliamento. Da presidente e azionista di maggioranza dell'azienda, fa crescere Altana rilevando altre società, fino a renderla nota a livello europeo. La società assume la gestione di vari marchi, tra cui Moschino, Liu Jo, Jeckerson e, per diversi anni, Moncler.
Proprietaria e amministratrice unica della holding Alchimia, nel 1992 Salamon acquista dagli eredi del fondatore Pierpaolo Luzzatto Fegiz il controllo della Doxa (società di cui da molti anni era presidente e amministratore delegato suo padre Ennio Salamon), arrivando a detenere il 90% delle quote azionarie. Nel 2006 assume la carica di consigliere delegato di Doxa e nel 2012 anche quella di presidente, dopo averne allontanato il padre Ennio. Nel 2006, insieme a Emma Marcegaglia, fonda la società Arendi, che si occupa di produrre impianti fotovoltaici; la società ha poi chiuso.
Molte sono state le esperienze di Marina Salamon in politica. Da sempre vicina alle posizioni di Comunione e Liberazione, si è mossa più volte tra centro-destra e centro-sinistra. Nel 1994 si candida, senza risultare eletta, nelle liste di Alleanza Democratica, che poi lascia; nello stesso anno entra nella giunta del Comune di Venezia come portavoce del sindaco Massimo Cacciari, ma questi la rimuove dall'incarico dopo qualche mese. In seguito è promotrice della lista Fare di Oscar Giannino. Marina Salamon è stata per oltre dieci anni consigliere internazionale del WWF con delega per la gestione del patrimonio, del personale, della finanza, e per l'elaborazione del budget.
Nel 2013 pubblica per Mondadori il libro Dai vita ai tuoi sogni.
Per il suo lavoro di imprenditrice e manager, Marina Salamon riceve nel 1992 il Premio Marisa Bellisario.

## Opere
- Dai vita ai tuoi sogni, Mondadori, 2013 (ISBN 9788804626329)